# Лі (округ, Айова)
Шаблон:StateAbbr_ 40°38′34″ пн. ш. 91°28′28″ зх. д. / 40.642777777778° пн. ш. 91.474444444444° зх. д.
Округ  Лі (англ. Lee County) — округ (графство) у штаті  Айова, США. Ідентифікатор округу 19111.

## Історія
Округ утворений 1836 року.

## Демографія
За даними перепису 
2000 року 
загальне населення округу становило 38052 осіб, зокрема міського населення було 22554, а сільського — 15498.
Серед мешканців округу чоловіків було 18822, а жінок — 19230. В окрузі було 15161 домогосподарство, 10248 родин, які мешкали в 16612 будинках.
Середній розмір родини становив 2,93.
Віковий розподіл населення поданий у таблиці:
| Стать    | До 15 років | 15-21 | 22-29 | 30-39 | 40-49 | 50-65 | 65-85 | Понад 85 |
| -------- | ----------- | ----- | ----- | ----- | ----- | ----- | ----- | -------- |
| Чоловіки | 3817        | 1797  | 1689  | 2628  | 3151  | 3252  | 2244  | 244      |
| Жінки    | 3732        | 1678  | 1543  | 2460  | 2851  | 3157  | 3129  | 680      |

## Суміжні округи
- Генрі — північ
- Де-Мойн — північний схід
- Гендерсон, Іллінойс — схід
- Генкок, Іллінойс — південний схід
- Кларк, Міссурі — південний захід
- Ван-Б'юрен — захід

## Виноски
1. ↑  U.S. Decennial Census. United States Census Bureau. Архів оригіналу за 4 квітня 2018. Процитовано 18 липня 2014.
2. ↑  Historical Census Browser. University of Virginia Library. Архів оригіналу за 11 серпня 2012. Процитовано 18 липня 2014.
3. ↑  Population of Counties by Decennial Census: 1900 to 1990. United States Census Bureau. Архів оригіналу за 22 квітня 2014. Процитовано 18 липня 2014.
4. ↑  Census 2000 PHC-T-4. Ranking Tables for Counties: 1990 and 2000 (PDF). United States Census Bureau. Архів оригіналу (PDF) за 18 грудня 2014. Процитовано 18 липня 2014.
5. ↑  American FactFinder. Бюро перепису населення США. Архів оригіналу за 26 лютого 2012. Процитовано 31 січня 2008.

| США | Це незавершена стаття з географії США. Ви можете допомогти проєкту, виправивши або дописавши її. |